# District de Zhuhui
Le district de Zhuhui (珠晖区 ; pinyin : Zhūhuī Qū) est une subdivision administrative de la province du Hunan en Chine. Il est placé sous la juridiction de la ville-préfecture de Hengyang.